# 深沢桂子
深沢 桂子（ふかざわ けいこ、12月9日 - ）は、日本の作曲家、ミュージカルの音楽監督。

## 人物
国立音楽大学ピアノ科卒業。1987年、宮本亞門演出のShowStopperシリーズ第一弾「I GOT MERMAN」で音楽監督、編曲を務めミュージカルデビュー。以来数々のミュージカルの作曲、音楽監督、編曲を務める。2016年7月に行なわれた、第24回読売演劇大賞（読売新聞社主催、日本テレビ放送網後援（の中間選考会では、ミュージカル『手紙』の作曲が、スタッフ賞のベスト5に選考された。

## 主な経歴

### 主な音楽監督作品
- ShowStopperシリーズ（演出/ 宮本亞門）
  - 第一弾「I GOT MERMAN」 博品館劇場 出演/ 諏訪マリー 田中利花 中島啓江 '87年
    - 「I GOT MERMAN」 シアタークリエ
      - ファビュラス・キャスト/浦嶋りんこ シルビア・グラブ エリアンナ, ニュー・キャスト/樹里咲穂 西国原礼子　Miz  '12年

  - 第二弾「Song a little」 サントリー小ホール  '88年
  - 第三弾「Kurt Weill 」 PARCO Part3  '89年
  - 第四弾「Astaire by myselfe」 PARCO劇場 '90年
  - 第五弾「ジェームズキャグニー」 ブディストホール '91年
- 「and the WORLD GOES 'ROUND」博品館劇場 演出/ スコット・エリス  出演/ 川平慈英 島田歌穂 '93年
- 「陽気な幽霊」 シアターアップル 演出/ 青井陽治 出演/ 林隆三 剣幸 '93年
- 「ザ ロッキーホラーショー」 PARCO劇場 演出/ 吉川徹 出演/ ROLLY KONTA '95年
- 「ノーノーナネット」 博品館劇場 演出/ 中村哮夫 '95年
- 「DORA〜100万回生きたねこ」東京芸術劇場 演出/ フィリップ・ドゥクフレ 出演/ 沢田研二 山瀬まみ '96年
- 「BUDDY」 東京芸術劇場 演出/ ロブ・ベティンソン  出演/ 陣内孝則 '97年
- 「Gooby Girl」 PARCO劇場 演出/ 吉川徹 出演/ 小堺一機 剣幸 '98年
- 「RENT」 赤坂BLITZ 東京芸術劇場 他 出演/ 宇都宮隆 山本耕史 浦嶋りんこ '98年 '99年
- 「Papetmoon」 シアターコクーン 演出/ 栗山民也 出演/ 沢田研二 前田亜希 '99年 '00年
- 「big」 東京フォーラムC 演出/ 永山耕三 出演/ 唐沢寿明 酒井法子 '98年 唐沢寿明 真矢みき '99年 赤坂晃 宮崎優子 '00年
- 「フットルース」 赤坂ACTシアター 演出/ 松原 浩 菅野こうめい 出演/ 坂本昌行 中澤裕子 '01年 坂本昌行 今井絵理子 '02年
- 「ゴッドスペル」 テアトル銀座 演出/ 青井陽治 出演/ 山本耕史 大沢樹生 '01年  新納慎也 戸井勝美 '02年
- 「きみはいい人、チャーリー・ブラウン」 博品館劇場 演出/ 青井陽治 出演/ 小堺一機 市村正親 '01年
- 「tick,tick.BOOM」 アートスフィア 演出/ 吉川徹 出演/山本耕史 YU-KI '03年
- 「ナイン」 アートスフィア 演出/ デヴィッドルボー 出演/ 福井貴一 大浦みずき '04年  別所哲也 '05年
- 「The Last5 Years」 シアターカイ 演出/鈴木勝秀 出演/ 山本耕史 NAO 井手麻理子 村川絵梨 '05年 '07年 '10年
- 「ベルリン トゥ ブロードウェイ」 ルテアトル銀座 演出/ 三木章雄 出演/ 鳳蘭 土居裕子 '06年

### 主な作曲作品
- 群馬県新田町においての町民オリジナルミュージカル作曲 1996年 - 2005年
- 「赤いろうそくと人魚」日生劇場児童ミュージカル 2002年
- 「VIVA! Forties!」 東京FMホール 博品館劇場 表参道スパイラルホール 出演/ 浦嶋りんこ 2005年 - 2008年
- わらび座
  - 「小野小町」 わらび座劇場 脚本/ 内館牧子 2007年, 2014年
  - 「鶴姫伝説」 坊ちゃん劇場 脚本/ 高橋知伽江 2009年, 2014年
  - 「誓いのコイン」 坊ちゃん劇場 脚本/ 高橋知伽江 2011年, 2019年　
  - 「幕末ガール」 坊ちゃん劇場 脚本/ 横内謙介 2012年
  - 「げんない」 坊ちゃん劇場 脚本/ 横内謙介 2013年，2014年
  - 「ジパング青春記」 わらび座劇場 脚本/ 横内謙介 2017年 - 2021年
- イドバタプロデュース（博品館劇場 脚本/ 高橋知伽江 演出/ 川崎悦子 出演/ 榊原郁恵 石野真子 松本伊代 早見優）
  - 「ヒロイン」 2011年
  - 「NEW ヒロイン」 2012年
- 「ピノキオ～または白雪姫の悲劇～」 神奈川芸術劇場 脚本,演出/ 宮本亜門 2013年,2015年,2017年
- 「バイトショウ」 劇団扉座 座高円寺 脚本/ 横内謙介 2013年
- 「フレンド」 脚本/横内謙介,増田貴久 2014年
- 「ミュージカル手紙」 脚本/高橋知伽江 演出/藤田俊太郎 出演/三浦涼介 吉原光夫 2016年,2017年
- 「DAY ZERO」 DDD青山クロスシアター 脚本/高橋知伽江 演出/吉原光夫 出演/福田悠太 上口耕平 2018年
- 「イノサン」作曲 出演/中島美嘉,古谷敬多,梶裕貴,太田基裕 2019年
- 「手紙」上海公演 2019年,2020年
- 「ミュージカル手紙2022」脚本/高橋知伽江 演出/藤田俊太郎　2022年
- 「ジョンマイラブ 」坊っちゃん劇場　、脚本演出/横内謙介　2023年
- 「東京ローズ」　新国立劇場　演出/藤田俊太郎　音楽監督/深沢桂子　2023/2024年
- 「歓喜の歌」扉座　演出／横内謙介　作曲　音楽監督/深沢桂子　2024年

### 講師
2015年より2021年まで横浜マグカル パフォーミングアカデミーに於いて講師を務めている。  　
2017年より岡山シンフォニーホール主催ワークショップで講師を務めている。
2010年まで新国立演劇研修所講師・演劇倶楽部「座」で講師を勤める
- 東京外語大学において、外国演劇のワークショップを行う（2006年）
- 宮城県気仙沼「中学生を対象にした音楽普及のためのワークショップ」（文化庁依頼）
- 埼玉県秩父市「市民を対象にしたミュージカル普及のためのワークショップ」（秩父市依頼）など。